# Ліпкі-Великі
Ліпкі-Великі (пол. Lipki Wielkie, нім. Lipke) — село в Польщі, у гміні Санток Ґожовського повіту Любуського воєводства.
Населення — 1242 особи (2011).
У 1975-1998 роках село належало до Гожовського воєводства.

## Демографія
Демографічна структура станом на 31 березня 2011 року:
|          | Загалом | Допрацездатний вік | Працездатний вік | Постпрацездатний вік |
| -------- | ------- | ------------------ | ---------------- | -------------------- |
| Чоловіки | 609     | 116                | 452              | 41                   |
| Жінки    | 633     | 131                | 390              | 112                  |
| Разом    | 1242    | 247                | 842              | 153                  |